# Sightly
Sightly az Amerikai Egyesült Államok északnyugati részén, Washington állam Cowlitz megyéjében elhelyezkedő önkormányzat nélküli település.